# Apocephalus lamellatus
Apocephalus lamellatus är en tvåvingeart som beskrevs av Borgmeier 1971. Apocephalus lamellatus ingår i släktet Apocephalus och familjen puckelflugor. Inga underarter finns listade i Catalogue of Life.